# Singkil Wetan
Singkil Wetan is een bestuurslaag in het regentschap Purworejo van de provincie Midden-Java, Indonesië. Singkil Wetan telt 367 inwoners (volkstelling 2010).